# Parc paysager de la vallée de Binn
Le parc paysager de la vallée de Binn (en allemand : Landschaftspark Binntal) est un parc naturel régional et un parc d'importance nationale en Suisse. Il est situé dans les Alpes, dans la partie orientale du canton du Valais, le long de la frontière avec l'Italie.

## Géographie

### Situation
La Binna est une rivière de montagne affluent du Rhône. Elle a donné son nom à la vallée dans laquelle elle coule, le Binntal, ainsi qu'à une commune qu'elle arrose, Binn. Le parc paysager de la vallée de Binn se trouve essentiellement sur cette vallée. Le parc se trouve sur les communes de Binn, Bister, Blitzingen, Ernen, Grengiols et Niederwald. 

### Limites
Au sud-est le parc s'arrête à la frontière italienne entre le Hillehorn (au sud) et le Turbhorn (au nord). Au nord, il quitte cette ligne de crête et se dirige vers la vallée de Conches où il rejoint le Rhône à Blitzingen. Sa limite nord-ouest longe ensuite le cours du Rhône jusqu'à Bister. Au sud-ouest, cette limite remonte sur le Ruvetz puis le Rothorn pour rejoindre le Hillehorn. 
Il couvre ainsi une superficie de 18 120 hectares.

## Histoire
Le parc a été créé à l'initiative des communes de Binn, Ernen et Grengiols qui lance ce projet en 2002. En 2011, elles sont rejointes par les communes de Bister, Blitzingen et Niederwald. Le parc obtient le statut de « Parc naturel régional d’importance nationale » en septembre 2011. Il s'agit du premier parc de ce type dans le canton du Valais. 